# Calathea burle-marxii
Calathea burle-marxii là một loài thực vật có hoa trong họ Marantaceae. Loài này được H.A.Kenn. mô tả khoa học đầu tiên năm 1982.

## Hình ảnh

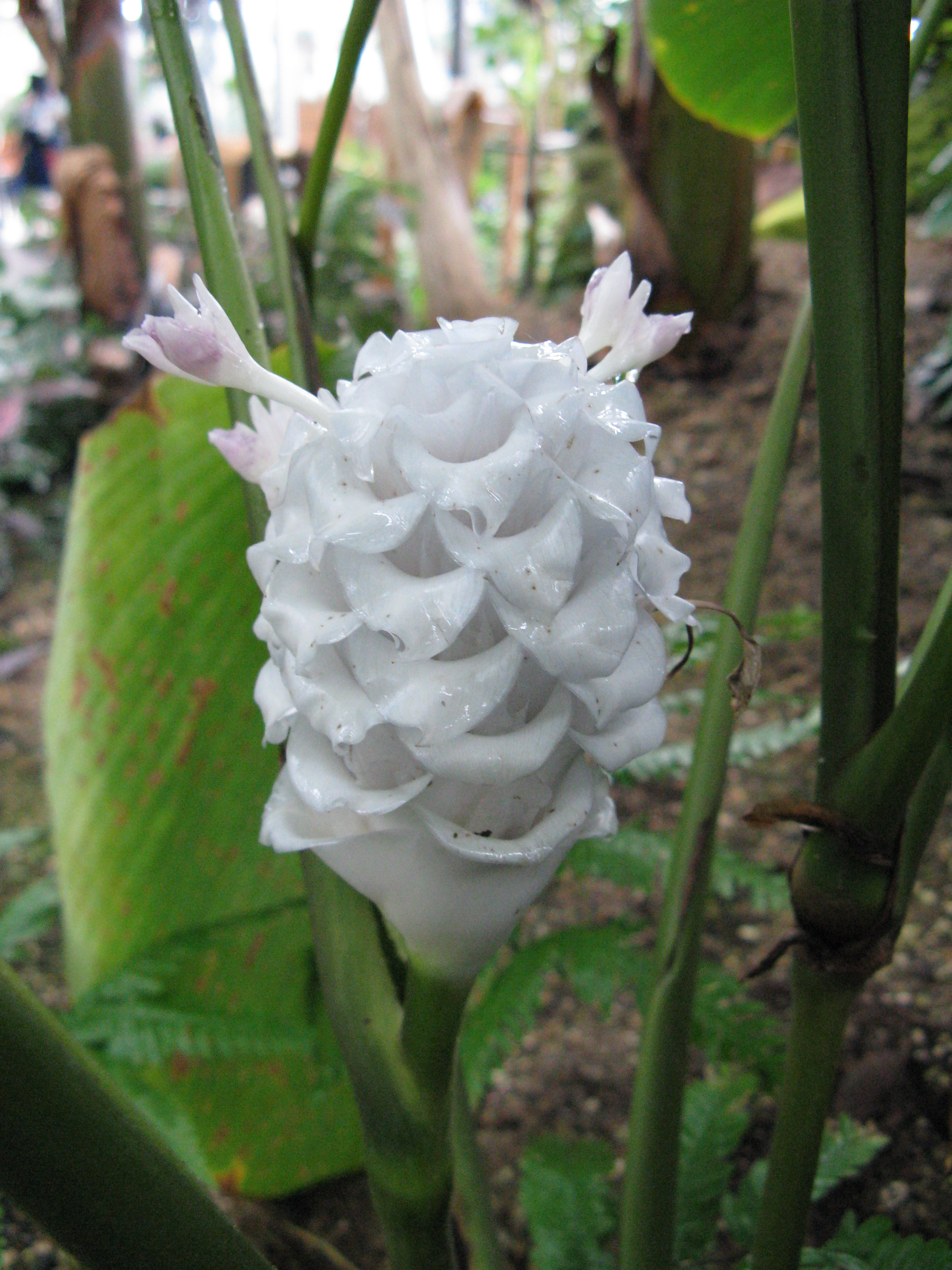
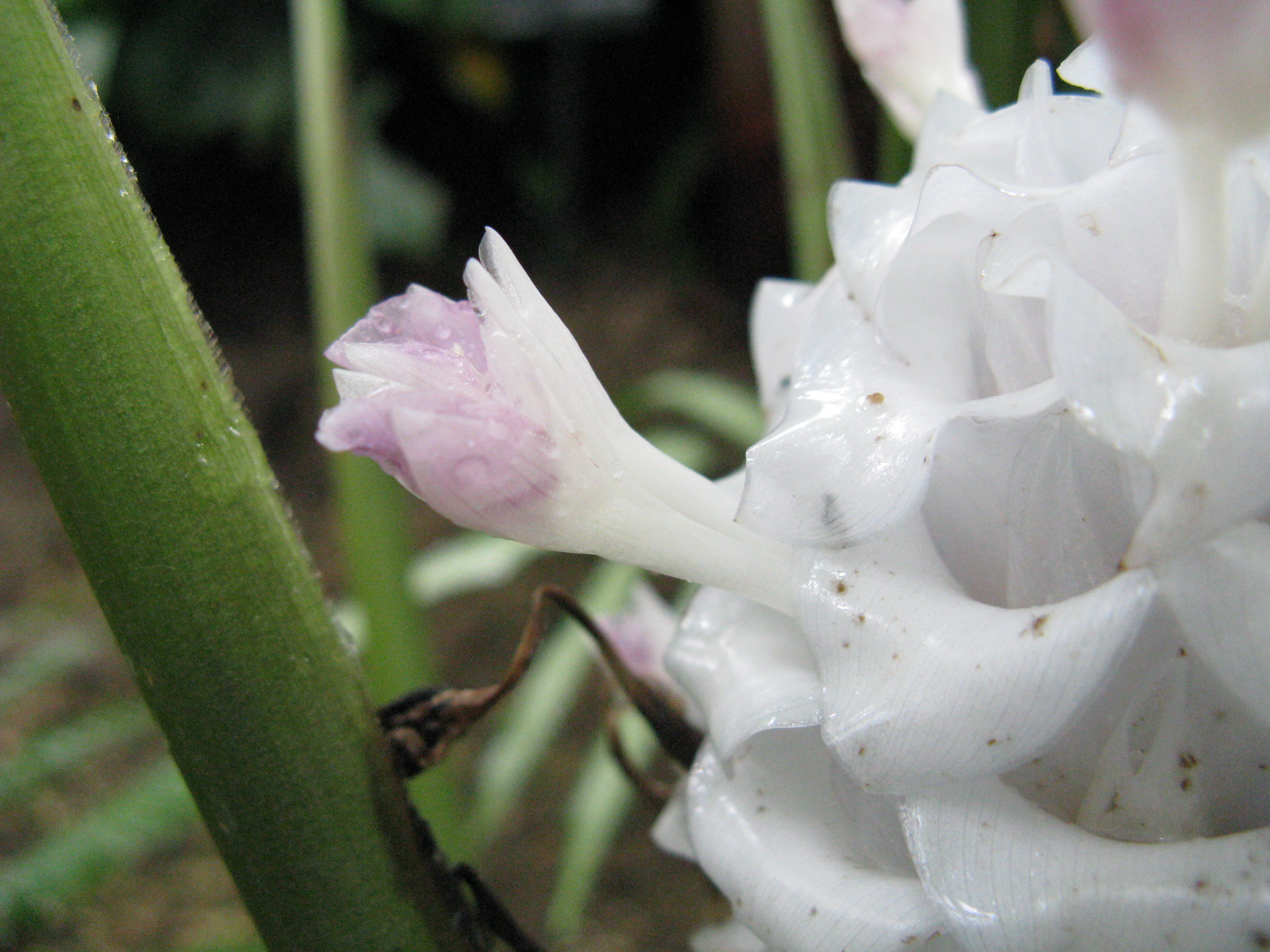
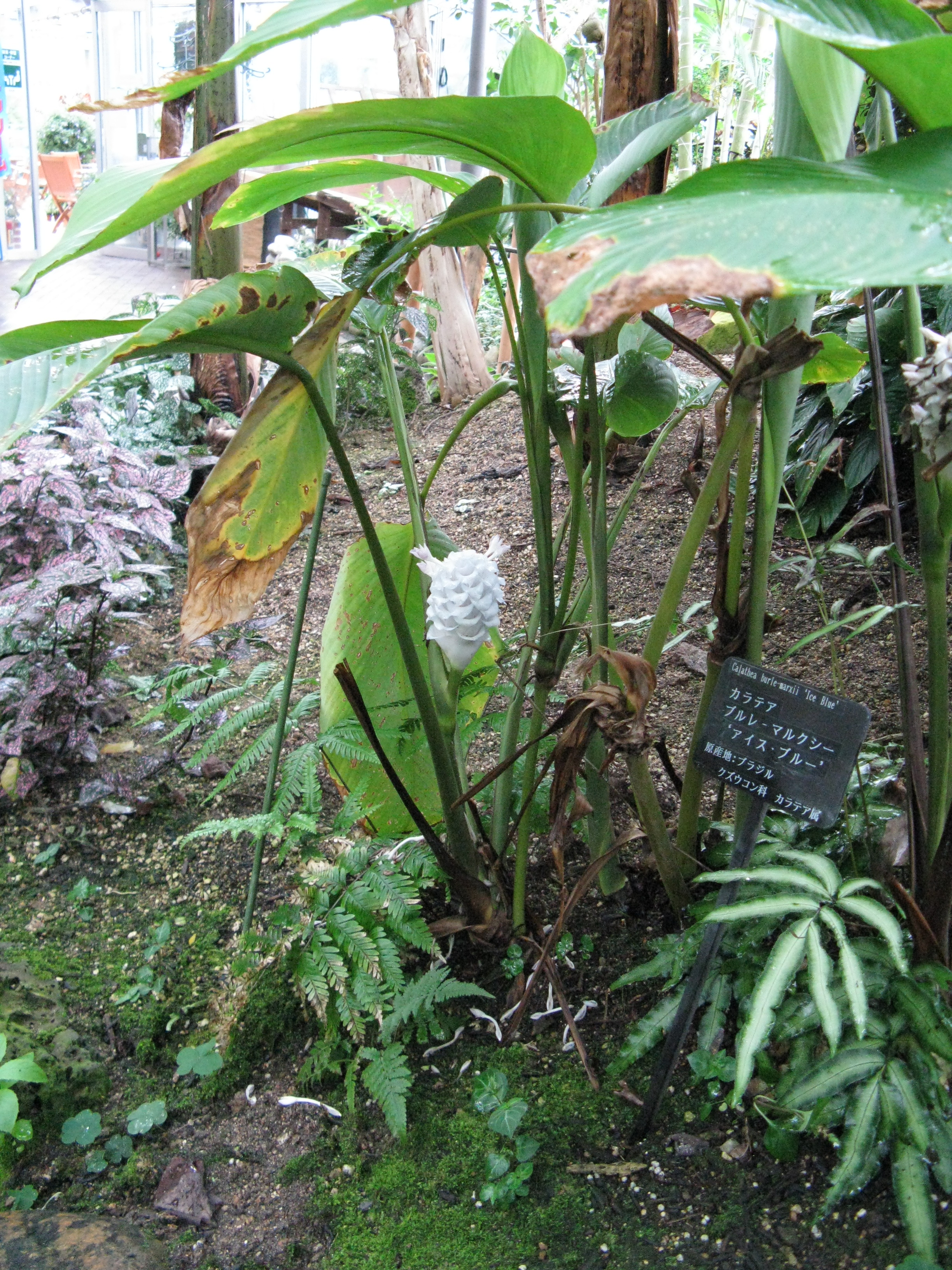
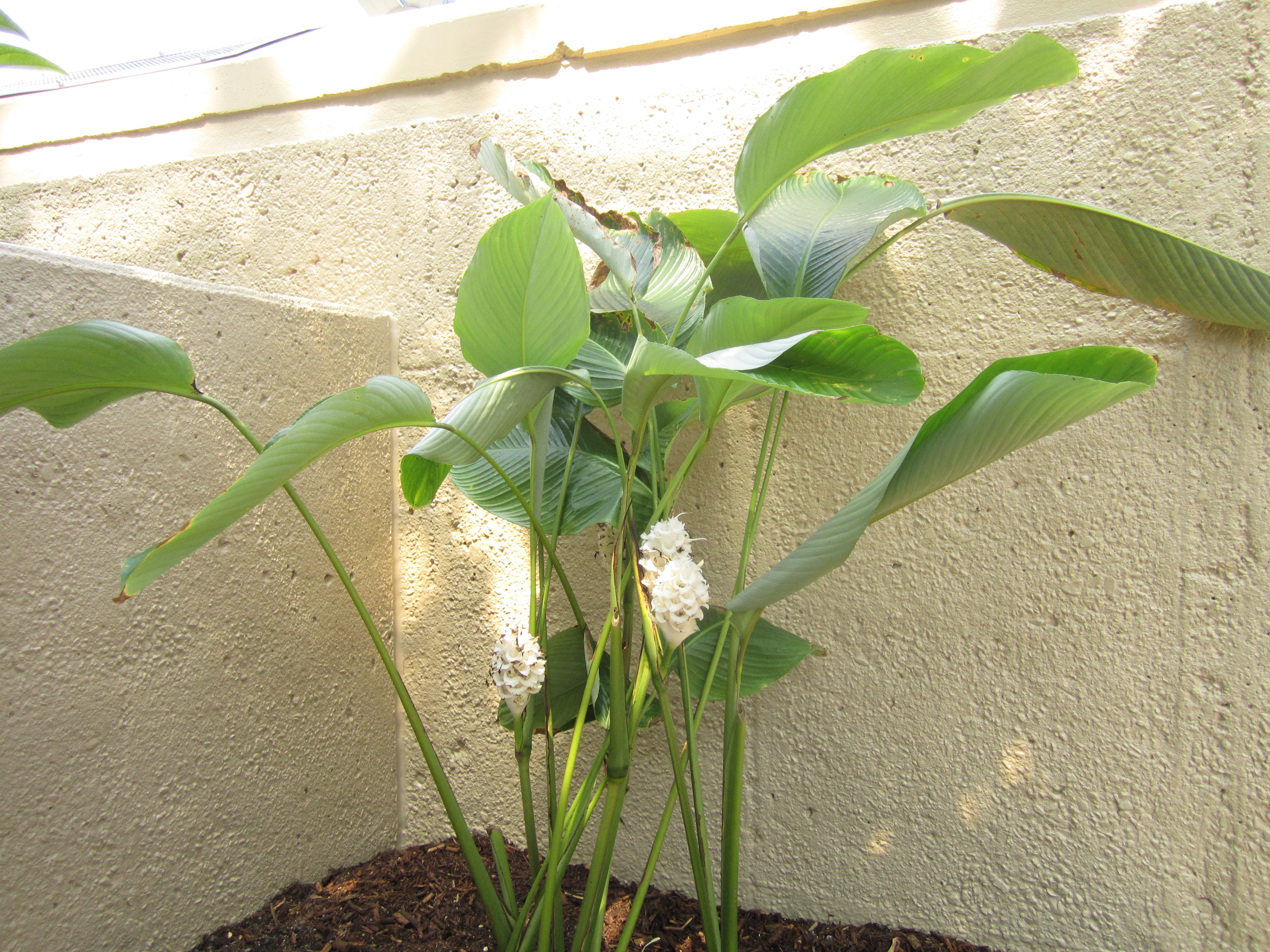